# Даница Тодоровић
Даница Тодоровић (Београд, 24. јун 1978) српска је глумица.

## Биографија
Позната је и по улози у серији „Мјешовити брак”.
За свој рад добила је на Фестивалу „Кочићева српска сцена”, 2002. године, у Приједору, награду за главну женску улогу у представи „До трећих пјетлова”, у режији Зорана Костића, као и награду за запажену женску улогу Јелене у серији „Село гори, а баба се чешља” на Фестивалу ФЕДИС, 2011. године.

## Филмографија
| Год.          | Назив                                | Улога                                |
| ------------- | ------------------------------------ | ------------------------------------ |
| 1990-е        |                                      |                                      |
| 1999.         | Мејдан Симеуна Ђака                  | Дјевојка која плете Мргуди плетенице |
| 1999 - 2000.  | Жене, људи и остало                  | Сузана                               |
| 2000-е        |                                      |                                      |
| 2001.         | Живот од Милутина                    |                                      |
| 2005.         | Звезде љубави                        |                                      |
| 2005.         | М(ј)ешовити брак                     | Душка                                |
| 2007.         | Љубав, навика, паника                | Драгана                              |
| 2008. - 2015. | Улица липа                           | Дана                                 |
| 2009.         | Оно као љубав                        | Сања                                 |
| 2010-е        |                                      |                                      |
| 2010.         | Куку Васа                            | Гоца                                 |
| 2010.         | Шесто чуло                           |                                      |
| 2010. - 2016. | Село гори, а баба се чешља           | Јелена                               |
| 2011.         | Нова Година у Петловцу               | Јелена                               |
| 2014.         | Равна гора                           | Милена Мишић                         |
| 2015.         | За краља и отаџбину                  | Милена Мишић                         |
| 2015.         | Смрдљива бајка                       | Продавачица 1                        |
| 2017.         | Пси лају, ветар носи                 | Медицинска сестра                    |
| 2018.         | Истине и лажи                        | Госпођа Сондермајер                  |
| 2018.         | Ургентни центар                      | Стана                                |
| 2018-2023.    | Чађава механа                        | Ленка                                |
| 2019.         | Нек иде живот (ТВ серија)            | Лола                                 |
| 2019.         | Жигосани у рекету (ТВ серија)        |                                      |
| 2020-е        |                                      |                                      |
| 2020.         | Тајне службе Србије (док. ТВ серија) |                                      |
| 2020.         | Борба за нову младост                | Ивана                                |
| 2020.         | Жигосани у рекету (ТВ серија)        | Милена                               |
| 2020-2022.    | Игра судбине (ТВ серија)             | др Милеуснић                         |
| 2021.         | Династија                            | главна сестра Стана                  |
| 2023-2024.    | Закопане тајне                       | Глорија Затезало                     |
| 2024.         | Пелагијин венац                      | Мима                                 |

## Улоге у синхронизацијама
Бавила се синхронизацијом за Лаудворкс, Облакодер, Ливада Београд, Идеограм, Моби и Хепи ТВ.
| Година | Назив                                   | Улога                                                    |
| ------ | --------------------------------------- | -------------------------------------------------------- |
| 2009.  | Анђела Анаконда                         | госпођа Кламп                                            |
| 2009.  | Дилајла и Џулијус                       | Скарлет                                                  |
| 2009.  | Мајстор Мени                            | Кели                                                     |
| 2010.  | Потрага за Делтором                     | мајка Брајтли, Алиса, Бруна, Зија итд.                   |
| 2011.  | Вива Пињата (Лаудворкс)                 | Ела                                                      |
| 2011.  | Винкс 3Д: Чаробна авантура              | Техна, Лејла, Локет, Гризелда, Ванеса, Беладона, Лислис  |
| 2011.  | Досије Пиленце                          | Лија Опасница, мама ванземаљаца Тина, мама Жгоља         |
| 2011.  | Јагодица Бобица: Бобичанствене авантуре | Боровница                                                |
| 2011.  | Мој пријатељ џин                        | Ирис                                                     |
| 2011.  | Фрифоникси                              | Шугар Ше                                                 |
| 2012.  | Аутомобили                              | Сели Карера                                              |
| 2012.  | Винкс (С5)                              | Техна, Лејла, Дарси, Ванеса, Краљица Лигеа, Уводна шпица |
| 2013.  | Код Лиоко: Еволуција                    | професорка Сузан                                         |
| 2014.  | Каиџудо                                 | Надија                                                   |
| 2014.  | Мали вук                                | Луна, Лу                                                 |
| 2014.  | Страшни Лери                            | Лили, Шели, Нана, Леријева мама                          |
| 2014.  | Тикили Ток (Лаудворкс)                  | Гђа. Млекић                                              |
| 2014.  | Сабрина: Цртана серија                  | Коли итд.                                                |
| 2015.  | Винкс (С7)                              | Техна, Лејла, Мила, Сунчица                              |
| 2017.  | Аутомобили 3                            | Сели Карера                                              |
| 2018.  | Зец Петар                               |                                                          |
| 2023.  | Лео да Винчи                            | Карлота                                                  |
| 2023.  | Пет Палс                                | Дива                                                     |